# Ceromitia nerina
Ceromitia nerina là một loài bướm đêm thuộc họ Adelidae. Loài này có ở Nam Phi.